# Town Creek (Alabama)
 Town Creek, Alabama és una població dels Estats Units a l'estat d'Alabama. Segons el cens del 2000 tenia 1.216 habitants.

## Demografia
Segons el cens del 2000, Town Creek tenia 1.216 habitants, 514 habitatges, i 355 famílies La densitat de població era de 174,5 habitants/km².
Dels 514 habitatges en un 35,8% hi vivien nens de menys de 18 anys, en un 44,4% hi vivien parelles casades, en un 21,4% dones solteres, i en un 30,9% no eren unitats familiars. En el 30,2% dels habitatges hi vivien persones soles el 13,4% de les quals corresponia a persones de 65 anys o més que vivien soles. El nombre mitjà de persones vivint en cada habitatge era de 2,37 i el nombre mitjà de persones que vivien en cada família era de 2,93.
Per edats la població es repartia de la següent manera: un 28,5% tenia menys de 18 anys, un 9,1% entre 18 i 24, un 27,1% entre 25 i 44, un 21,2% de 45 a 60 i un 14% 65 anys o més.
L'edat mediana era de 34 anys. Per cada 100 dones hi havia 84 homes. Per cada 100 dones de 18 o més anys hi havia 73,8 homes.
La renda mediana per habitatge era de 24.583 $ i la renda mediana per família de 29.018 $. Els homes tenien una renda mediana de 30.000 $ mentre que les dones 20.500 $. La renda per capita de la població era de 14.204 $. Aproximadament el 20,1% de les famílies i el 23,3% de la població estaven per davall del llindar de pobresa.

## Poblacions més properes
El següent diagrama mostra les poblacions més properes.